# Gymésies
Les Gymésies ou îles Gymésies (le terme de Gymnésies est le plus répandu) sont un groupe d’îles espagnoles appartenant à l’ensemble plus vaste de l’archipel des îles Baléares en mer Méditerranée. Il regroupe principalement les îles de Majorque (avec Cabrera et Sa Conillera) et de Minorque ainsi que les îlots de l'île de l'Air, Es Vedrà, Es Vedranell et Sa Dragonera.
Les deux autres plus grandes îles des Baléares, Ibiza et Formentera appartiennent au groupe des Pityuses, ainsi que d'autres îlots inhabités.